# Raiffeisen-Handelsgenossenschaft Schöneck
Die Raiffeisen-Handelsgenossenschaft Schöneck (kurz RHG Schöneck e. G.) ist ein Groß- und Einzelhandelsunternehmen mit Unternehmenssitz in Schöneck im Vogtland.
Zurzeit werden 16 Baumärkte bzw. Baustoffhandel in Sachsen, Sachsen-Anhalt und Bayern betrieben.

## Geschichte
Im Jahr 1934 wurde eine Bezugs- und Absatzgenossenschaft für Schöneck und Umgebung gegründet, die nach dem Krieg mit anderen Genossenschaften zur Bäuerlichen Handelsgenossenschaft (BHG) Schöneck zusammengeschlossen wurde. Nach der Wende wurde die BHG im Jahr 1990 juristisch in eine eingetragene Genossenschaft umgewandelt. Die Raiffeisen-Handelsgenossenschaft Schöneck war zunächst Mitglied der Interbaustoff, welche später zur Eurobaustoff Handelsgesellschaft wurde.